# 검무

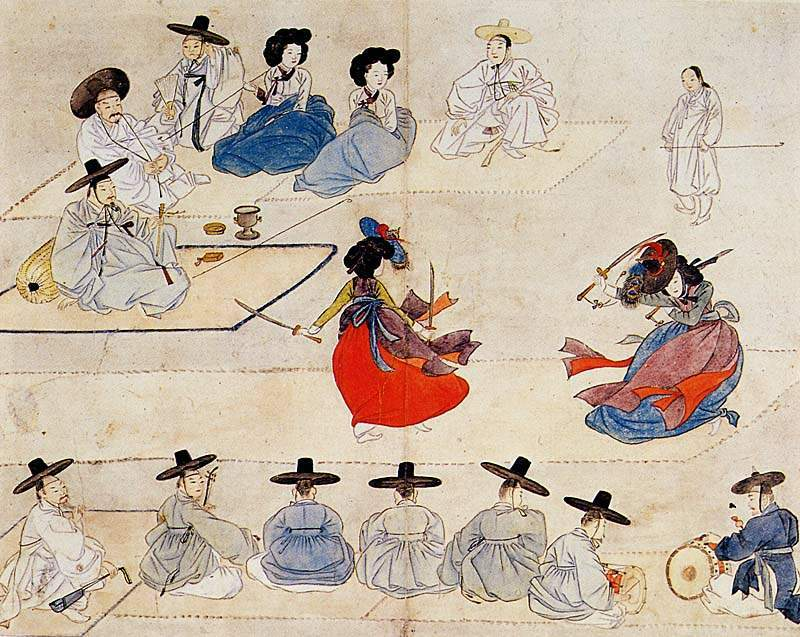
신윤복의 《풍속도 화첩》 속 〈쌍검대무〉

검무(劍舞) 또는 칼춤은 검(칼)을 가지고 추는 춤으로 검기무(劍器舞)라고도 한다. 

## 유래
검무의 원초적인 발생은, 원시 부족사회에서 부족과 부족, 마을과 마을끼리 싸워서 승리한 후에 군중들의 환성 속에서 즐겁게 춤을 춘 데서 생겨진 소위 전쟁무용과, 수렵시대에 수렵으로 수확한 동물을 가지고 돌아오면서 즐거움을 표현한 수렵무용에서 영향을 받은 것이라 할 수 있다.
그러나 한국의 검무는 신라 시대(서기 667년경)에 황창랑(黃昌郎)이 지은 것이라고 <동경잡기> <풍속조(風俗條)>와 <문헌비고>에 기록되어 있다. 신라의 황창랑이란 7세(8세)의 소년이 검무(劍舞)를 빙자하여 백제왕을 척살하고 백제인들에게 피살되었으므로, 신라사람들이 이를 슬피 여겨, '소년의 얼굴을 닮은 가면을 만들어 쓰고 칼춤을 춘 것'이 지금껏 전한다고 하였다.
그런데 이 황창무의 전설은 백제 공격전에 참전하여 용감히 싸우다가 백제의 계백 장군에게 피살된, 신라 품일 장군(品日將軍)의 아들 관창랑)의 사실(史實)과 관련하여 유래된 것으로 보인다. 이첨(李詹)은 동서(東書) <관창조(官昌條)>에 보이는 황창(黃昌)은 반드시 관창이 잘못 전해진 것이라 했고, 또 이유원(李裕元)의 시에도 관창이 오전(誤傳)되어서 황창랑으로 되었다고 했다.
그 뒤 신라 백성들이 나라를 위해 죽어간 관창의 영혼을 위로하기 위해 관창의 가면을 만들어 쓰고 추었다고 했으니까, 처음에는 검무가 가면무로 시작된 것이고, 한편 관창의 죽은 혼을 위무(慰撫)한다고 한 것을 미루어 생각해 보면, 민속적인 행사의 하나인 부락제(部落祭)나 동중(洞中)에서 공동으로 거행되는 당굿에서도 무격(巫覡)들에 의해서 추어졌다고 상상할 수 있는 일이다. 그러므로 검무가 서민 속에서 생장한 것이라는 것을 알 수 있다.
또 <삼국사기> <열전(列傳)> 제7에 보면, 청년용사 해론(奚論)의 진몰(陣沒)에 대해 "당시의 사람 중 애도하지 않는 사람이 없었으며, 장가(長歌)를 지어 그의 넋을 위로했다" 하였고, 화랑 김흠운(金歆運)의 전사에 대해서도 "전사를 전해들은 사람들은 양산가(陽山歌)를 지어 상처를 달래었다"는 이야기가 있어 관창의 이야기와 비슷한 바가 있다. 사랑하고 의지하던 자가 죽었을 때 그 넋을 위로하기 위해, 고인의 모습을 가면으로 본뜨거나 혹은 고인의 공적을 연출함은 죽은 자와 살아남은 자 쌍방에 위로가 되었을 것이다. 여기서 고대인들의 무언극적(無言劇的) 무용과 드라마의 한 기원을 볼 수 있다.
이와 같은 여러 설화를 종합해 보면, 이 검무가 단순한 전투모의무(戰鬪模擬舞)나 용검술(用劍術)의 묘기를 보이는 등의 검무가 아니고, 가면을 착용하고 좀더 희곡성을 띤 가면동자무검희(假面童子舞劒戱)였음을 알 수 있다. 그러나 검무의 발생시기를 단정할 수 없음과 함께 고려와 조선조의 여러 문헌에 표현된 검무의 모습이 각기 다른 것으로 보아, 신라의 검무(황창무)의 분명한 모습을 밝히기란 어려운 일이라 하겠다.
이 춤이 궁중무로 변화된 사실에 있어선 여태까지 정확히 밝혀지지 않았지만 오랫동안 연희되었고, 각 지방 관아에까지도 전파되어서 지금까지 내려온 것이다. 1300년의 긴 세월을 흘러 내려오는 동안에 처음 발생 때의 살벌하고 잔인한 모습은 찾아볼 수가 없고, 다만 유연하고 미려한 동작으로 추게 되었다.
이 춤의 무원(舞員)의 수에 대해서는 기록된 것이 없다. 그런데 조선조에 내려와서는 4인이 춘 것으로서 <정재홀기>에는 4검무로 되어 있다. 그 후 조선 영조 때 첨수무(尖袖舞)와 공막무(公莫舞)라는 새로운 이름이 생기게 되었다. 그 연유는 첨수무는 외연(外宴)인, 즉 남성들만 모이는 연회에서 추게 하고, 공막무는 여자들을 위주로 한 잔치에서 추게 되어서 연희하는 용도가 분리되었는데, 외연용인 첨수무는 무동(舞童)이 담당했으며, 내연용(內宴用)인 공막무는 기녀인 여자들이 추었던 것이다. 무원도 검무는 4명이던 것이 2명씩으로 감축되어 있다.

## 같이 보기
- 한국 무용
- 승전무
- 무고 (춤)
- 한국의 도검
- 이순신
- 화랑

## 참고 문헌
- 이 문서에는 다음커뮤니케이션(현 카카오)에서 GFDL 또는 CC-SA 라이선스로 배포한 글로벌 세계대백과사전의 내용을 기초로 작성된 글이 포함되어 있습니다.